# Maltesisches Alphabet

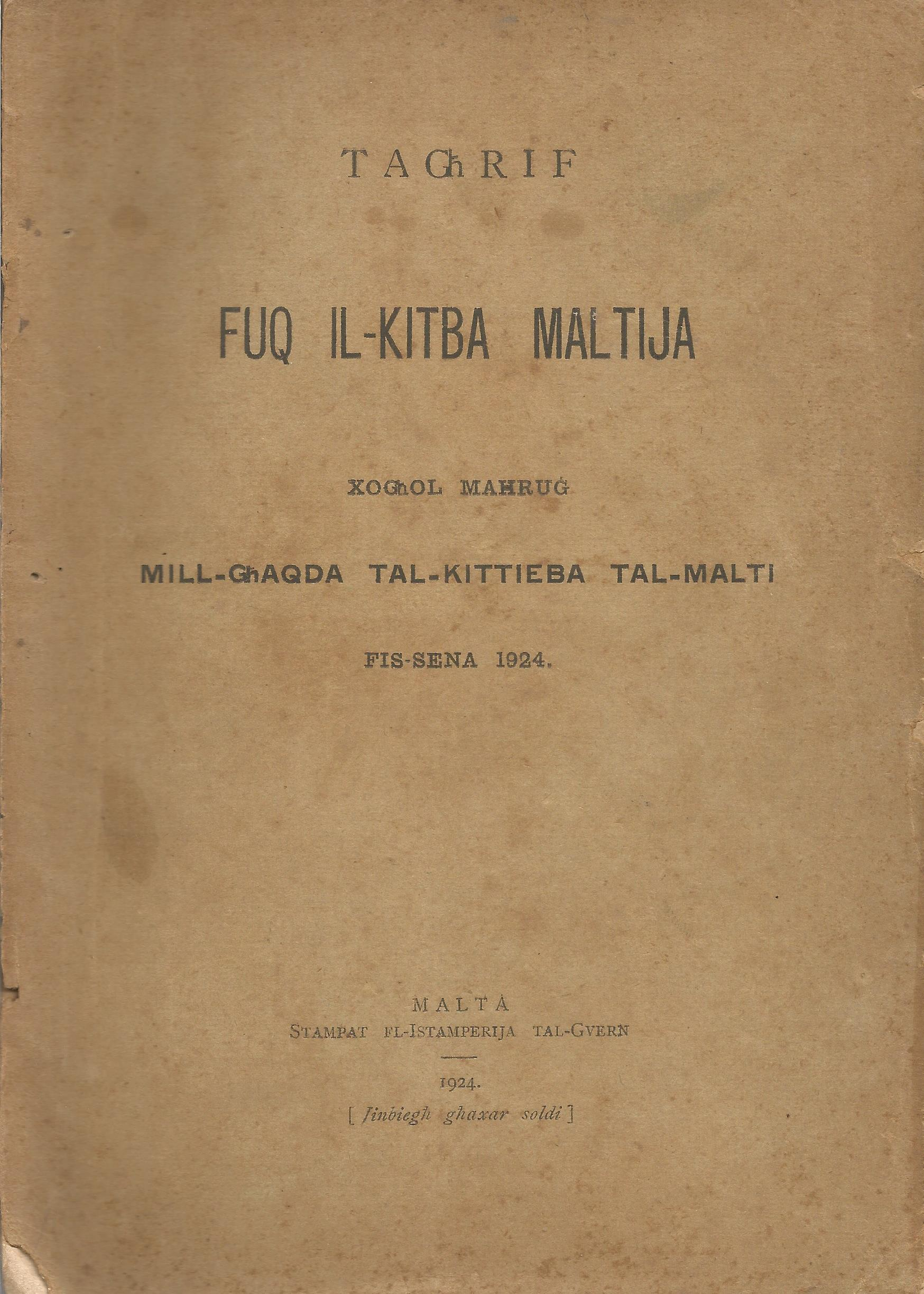
Ausgabe des Tagħrif fuq il-Kitba Maltija (1924), der ersten Schreibregeln für das Maltesische, einschließlich des offiziellen Alphabets

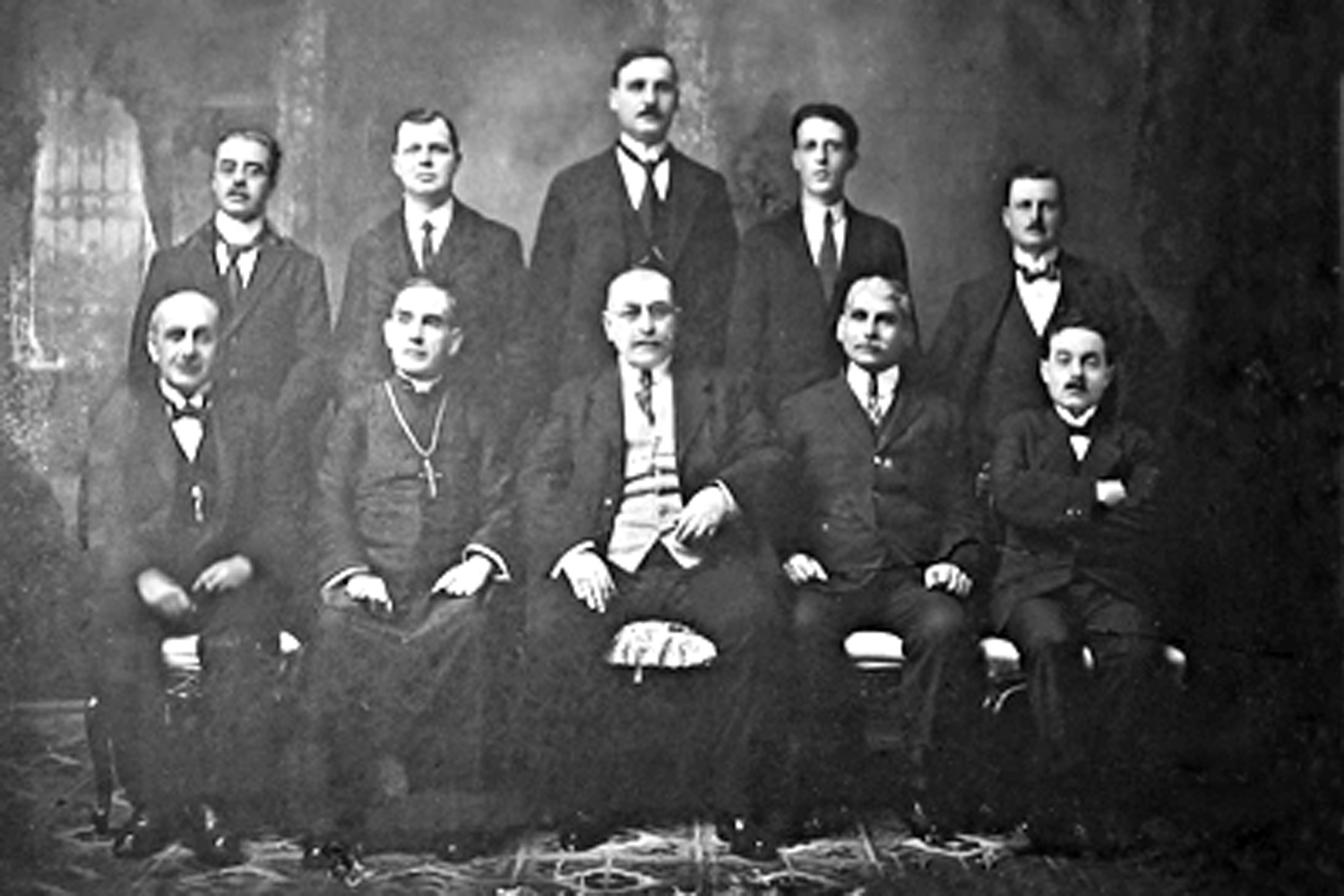
Għaqda tal-Kittieba tal-Malti (Maltesischer Schriftstellerverband) im Jahr 1924, von links nach rechts: 1. Reihe: Ġużè Darmanin Demajo, Dun Karm Psaila, Ġużè Muscat Azzopardi, Ġanni Vassallo, Ninu Crémona; 2. Reihe: Ġużè Micallef, Rogantin Gachia, A.M. Borg, Franġisk Saver Caruana, Ġużè Micaleff Goggi.

Das maltesische Alphabet basiert auf dem lateinischen Alphabet mit dem Zusatz von einigen Buchstaben mit diakritischen Zeichen.
Es wird verwendet, um die maltesische Sprache zu schreiben. Dabei lehnt es sich an die italienische Schreibung an. Das Maltesische – die Sprache Maltas – ist die einzige semitische Sprache, die lateinische Buchstaben verwendet. Maltesisch ist eine der Amtssprachen der Europäischen Union.
Das maltesische Alphabet enthält folgende 30 Buchstaben:
A B Ċ D E F Ġ G Għ H Ħ I Ie J K L M N O P Q R S T U V W X Ż Z
a 	b 	ċ 	d 	e 	f 	ġ 	g 	għ 	h 	ħ 	i 	ie 	j 	k 	l 	m 	n 	o 	p 	q 	r 	s 	t 	u 	v 	w 	x 	ż 	z
D.h. zu 24 lateinischen Buchstaben kommen die vier Buchstaben mit Diakritika Ċ/ċ, Ġ/ġ, Ħ/ħ und Ż/ż sowie die ebenfalls als eigene Buchstaben betrachteten zwei Digraphen Għ/għ und Ie/ie, wobei der lateinische Buchstabe Y fehlt.
Im Jahr 1924 wurden die verbindlichen Schreibregeln für das Maltesische zuerst veröffentlicht (Tagħrif fuq il-Kitba Maltija). Am 1. Januar 1934 wurde die maltesische Sprache gleichberechtigte Amtssprache neben dem Englischen.